# Sovita
La Sovita (del noruec sövite) és una varietat de carbonatita que es caracteritza per presentar una mida de gra groller. La varietat que presenta la mida de gra més fina és coneguda com a alvikita. Les dues varietats es poden diferenciar entre si per la composició en elements traça. La sovita està formada molt sovint per calcita de gra mig-groller, amb minerals accessoris tals com amfíbol, biotita, pirita, piroclor i fluorita.